# Telegram (EP de Damien Saez)
Pour les articles homonymes, voir Telegram.
Ne doit pas être confondu avec Telegram (EP de Werenoi).
From a Room
Singles
1. Ievguenia
Sortie : 18 novembre 2022

Telegram (from a Room) est un EP solidaire de Damien Saez, paru le 9 décembre 2022. Il est le troisième EP après Katagena en 2001 et Libertaire en 2019 pour le premier anniversaire des Gilets jaunes. Il sort 3 ans après le quadruple album Le Manifeste 2016-2019 : Ni dieu ni maître. Il s'agit du premier disque après le projet du Manifeste.
Il contient 5 morceaux acoustiques inédits sur le conflit russo-ukrainien. Les recettes générées par les ventes de l'EP sont partiellement reversées aux acheteurs du disque physique via la blockchain Polygon en cryptomonnaie Ethereum.

## Production
L'EP a été enregistré du 25 février au 3 mars 2022, au lendemain de la déclaration de guerre de la Russie à l'Ukraine. Le disque est annoncé le 17 novembre 2022 avec l'annonce d'un premier extrait intitulé Ievguenia qui paraitra le lendemain. L'artiste annonce que l'achat physique de l'album pourra permettre à l'acheteur la possibilité d'acquérir l'album en NFT afin de toucher une part des recettes générées par la vente de l'album et les streamings en ligne. Le premier extrait, Ievguenia, sort le 18 novembre 2022.
Telegram paraît quelques jours avant un concert au Zénith de Paris où Saez jouera et enregistrera un double album inédit intitulé Mélancolie, le 29 décembre 2022 pour une sortie en 2023. Il annonce le 9 décembre 2022 qu'il y jouera blessé à la jambe, à la suite d'une mauvaise chute.

## Analyse

### Titre et pochette
L'EP doit son titre à l'application mobile de télécommunication russe Telegram, réseau que l'artiste déclare avoir utilisé pour échanger avec une femme ukrainienne nommée Natalia lors du conflit russo-ukrainien. La pochette un dessin représentant un enfant marchant le bras levé tenant trois fleurs, rappelant celles que portait le personnage sur la pochette de l'album A Lovers Prayer en 2009. Au-dessus se trouvent le titre Telegram et le sous-titre From a Room.

### Thèmes et sonorités
Les 5 titres de Telegram traitent de la guerre russo-ukrainienne à travers différentes approches. Ievguenia rend hommage à Ievguenia Roudneva, ukrainienne, morte en Crimée lors de la Seconde Guerre mondiale. Dans le morceau Telegram, l'artiste déclare avoir entretenu une relation numérique à distance via l'application russe homonyme avec une Ukrainienne du nom de Natalia.
Dans les métros évoque les populations ukrainiennes qui se réfugient dans le métro de Kiev pour fuir les bombardements russes au printemps 2022. C'est également un hommage aux soldats ukrainiens envoyés au front et aux femmes endeuillées : « Combien de morts dans les ruisseaux faut-il sacrifier de printemps ? Combien d'orphelins sans famille, de mères enterrant leurs enfants ? Combien de pères perdant leur fils, combien de fils perdant leur père ? Combien de grand-mères sacrifice sous les bombes de ces tortionnaires[réf. nécessaire] ? » L'Enfant des guerres est un hommage plus large aux enfants victimes des guerres partout dans le monde, en Ukraine, mais également le conflit Israélo-palestinien, la guerre du Sahel, etc. et un hymne de paix : « Je suis l'enfant des guerres, une fleur à la main pour que la paix sur Terre soit l'unique chemin, que je sois russe ou ukrainien, du Sahel ou américain, que je sois slave ou bien chilien, d'Israël ou palestinien... » Les morceaux sont majoritairement joués à la guitare acoustique ou au piano comme L'Enfant des guerres et chantés en français par Damien Saez. Certaines chansons sont également jouées avec des instruments à cordes comme la fin du morceau Ievguenia, qui reprend des sonorités des musiques traditionnelles de l'Est.

## Liste des pistes
Toutes les chansons sont écrites et composées par Damien Saez.
| 1.    | Ievguenia            | 5:51 |
| 2.    | Telegram             | 6:51 |
| 3.    | Dans les métros      | 5:23 |
| 4.    | L'Enfant des guerres | 5:26 |
| 5.    | La Beauté du cœur    | 4:54 |
| 28:25 |                      |      |

## Formats
L'EP sort en disque physique dans un boitier carton contenant un disque et un lien en QR Code pour l'acquisition de l'album en NFT et ainsi bénéficier des recettes. Il est également disponible sur l'ensemble des plateformes numériques contrairement à la plupart de ses œuvres.
- CD
- Numérique
- Streaming
- NFT

## Un EP en NFT
Pour la première fois de sa carrière, Saez annonce la sortie d'un projet solidaire et l'utilisation de la blockchain Polygon pour reverser les recettes générées par l'achat de l'album physique et NFT, aux acheteurs le temps de la guerre en Ukraine à hauteur de 60 % pour les ventes physiques et 75 % du streaming à parts égales en ethereum. Il déclare ceci lors de l'annonce de l'EP : « Une fois n’est pas coutume, utilisation solidaire de la blockchain. Le temps de la guerre en Ukraine, et pour l’achat de l’EP 5 titres ‘Telegram’ l’artiste Damien Saez et le producteur 16Art utiliseront cette technologie pour reverser aux acheteurs de cet objet les recettes qu’ils auront perçues (physiques et streaming) : tout argent perçu après coûts de fabrication et part du distributeur. Que ce soit pour aider l’Ukraine ou payer sa facture d’électricité, libre à chacun d’en faire ce que bien lui semble. »

## Ventes
Telegram se vend à 3 000 exemplaires et se classe 45e des charts des albums français en décembre 2022.